# Hôtel d'Astorg et de Saint-Germain
L'hôtel d'Astorg et Saint Germain se situe 16, rue des Changes, dans le centre historique de Toulouse.

## Histoire
Il fut construit en 1590 pour le capitoul Guillaume de Saint-Germain, puis réaménagé par le capitoul Jean d'Astorg, membre de la famille d'Astorg. Le bâtiment est inscrit en 1925 au titre des monuments historiques.

## Galerie

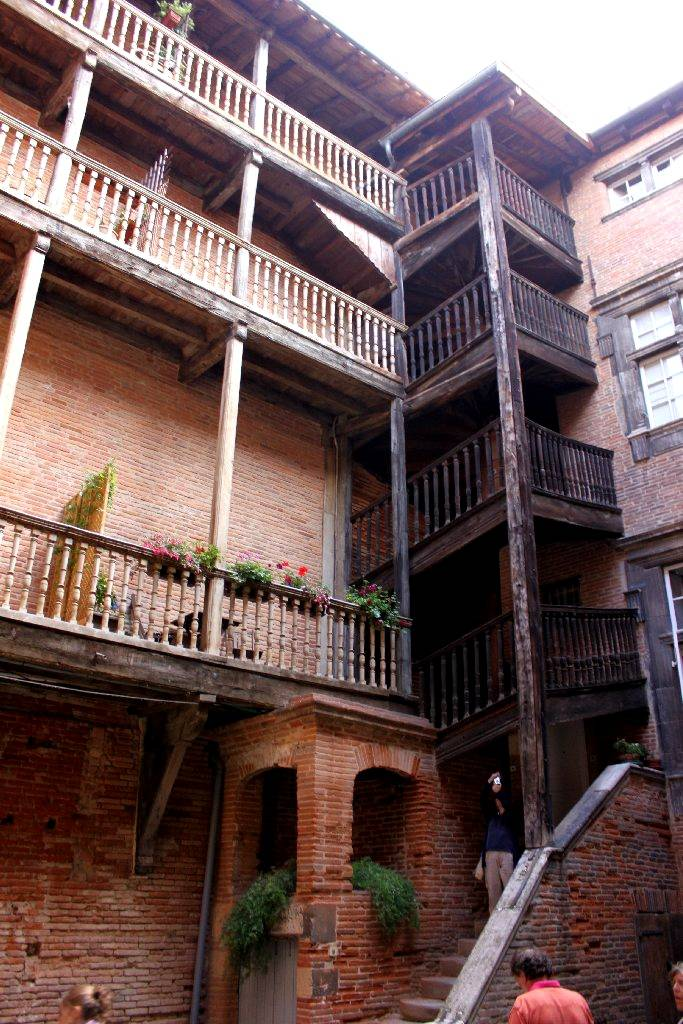
Cour intérieure.
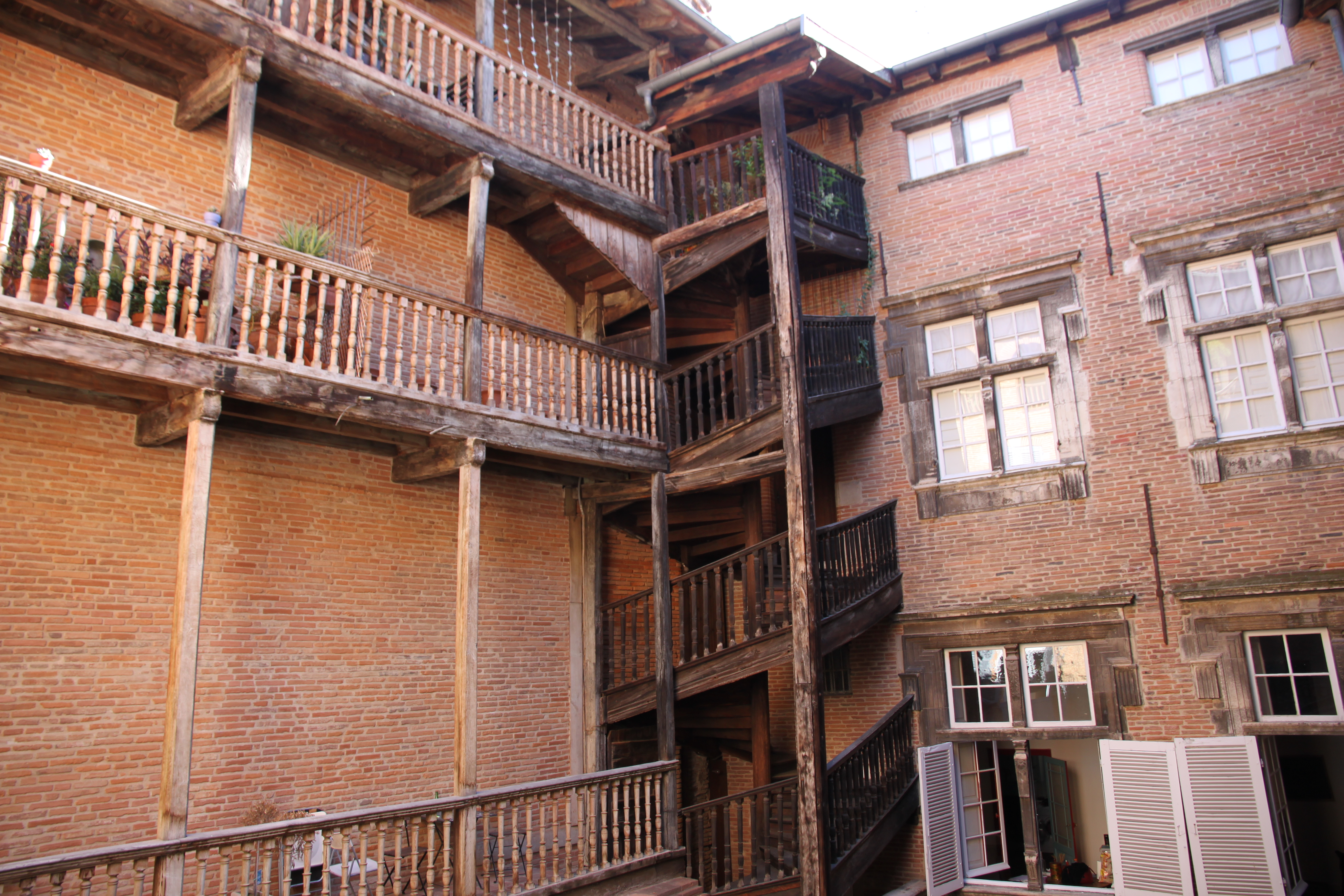
Cour intérieure.
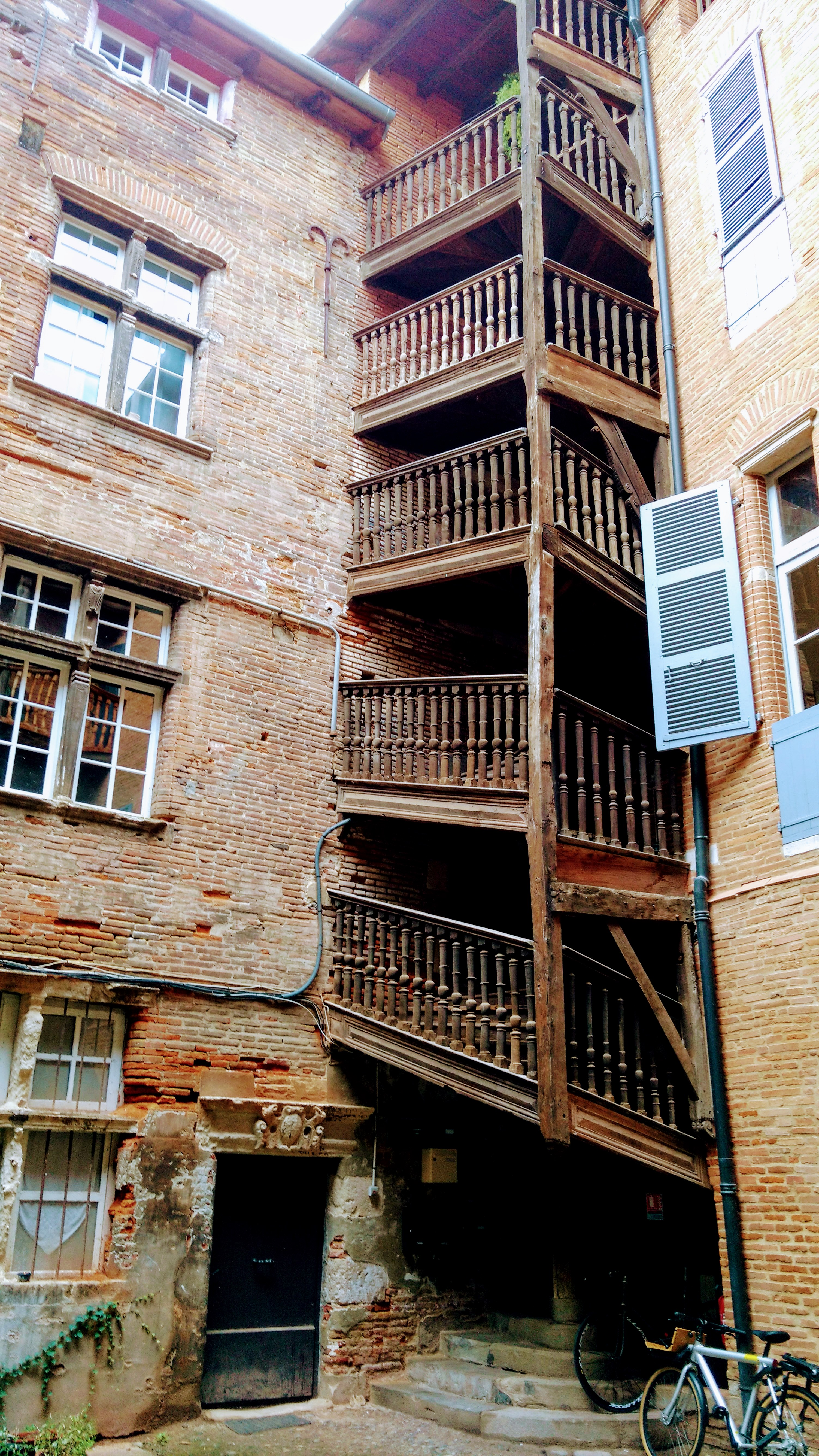
Escalier suspendu.
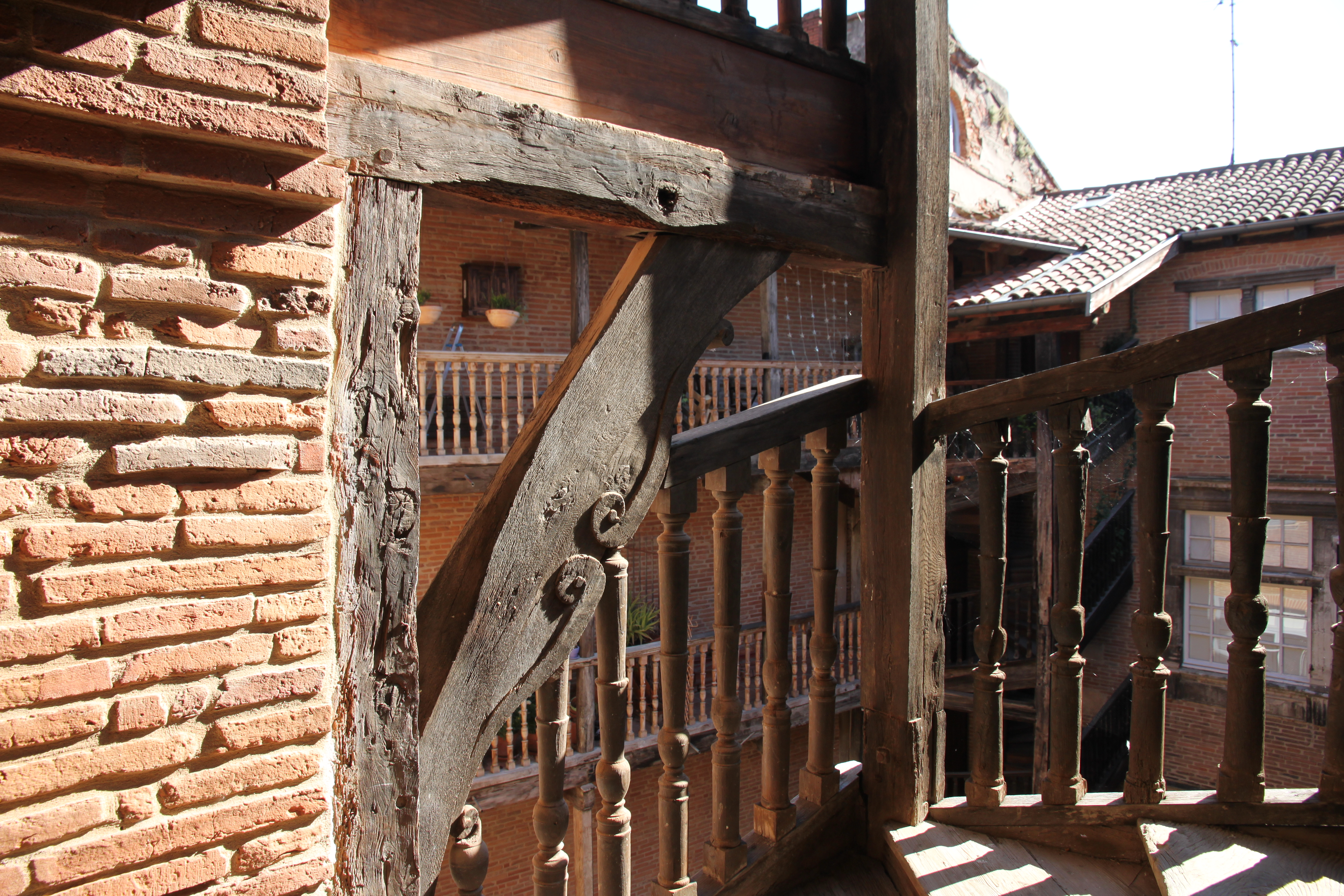
Balustres moulurés et volutes affrontées.
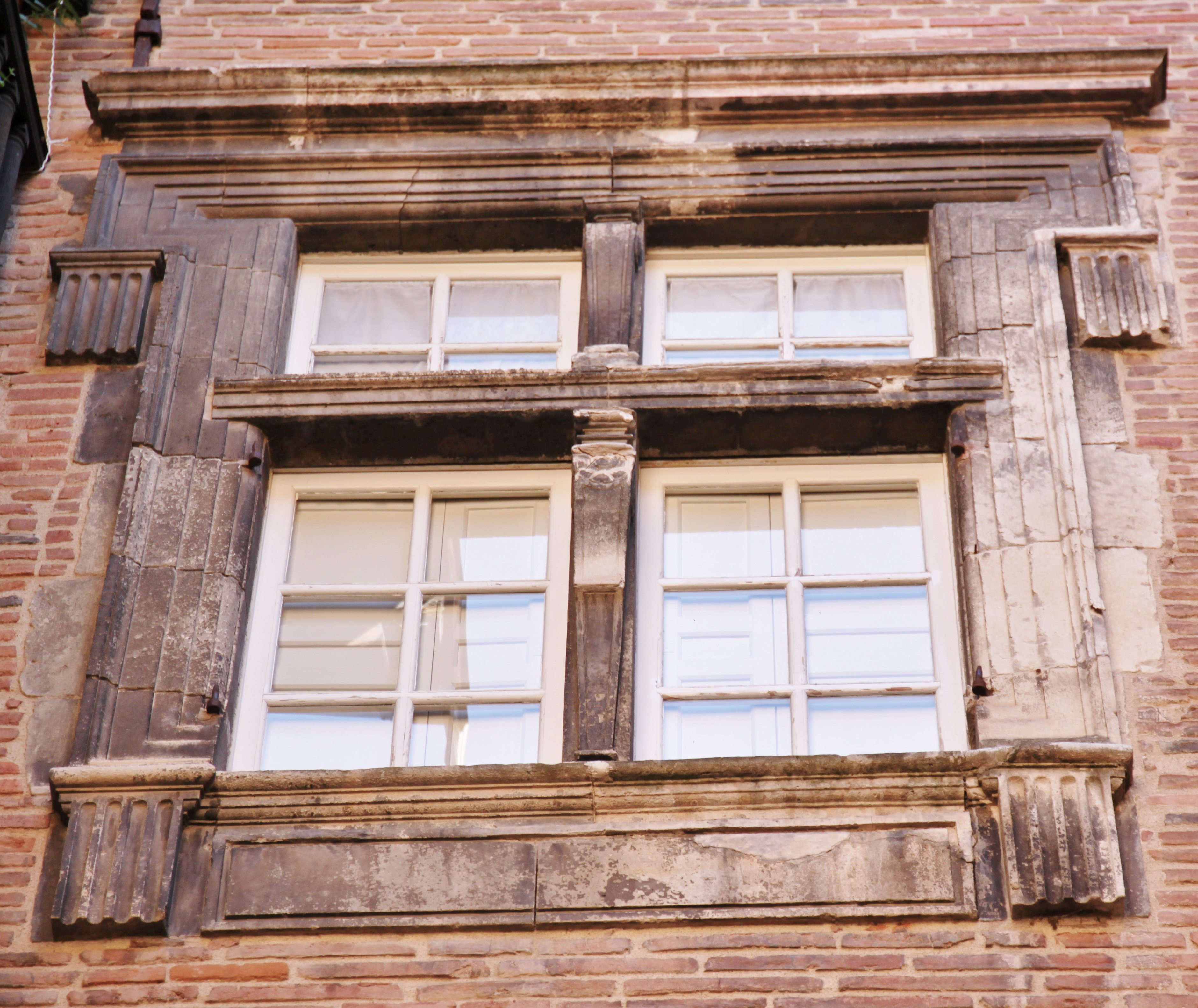
Fenêtre Renaissance sur cour.
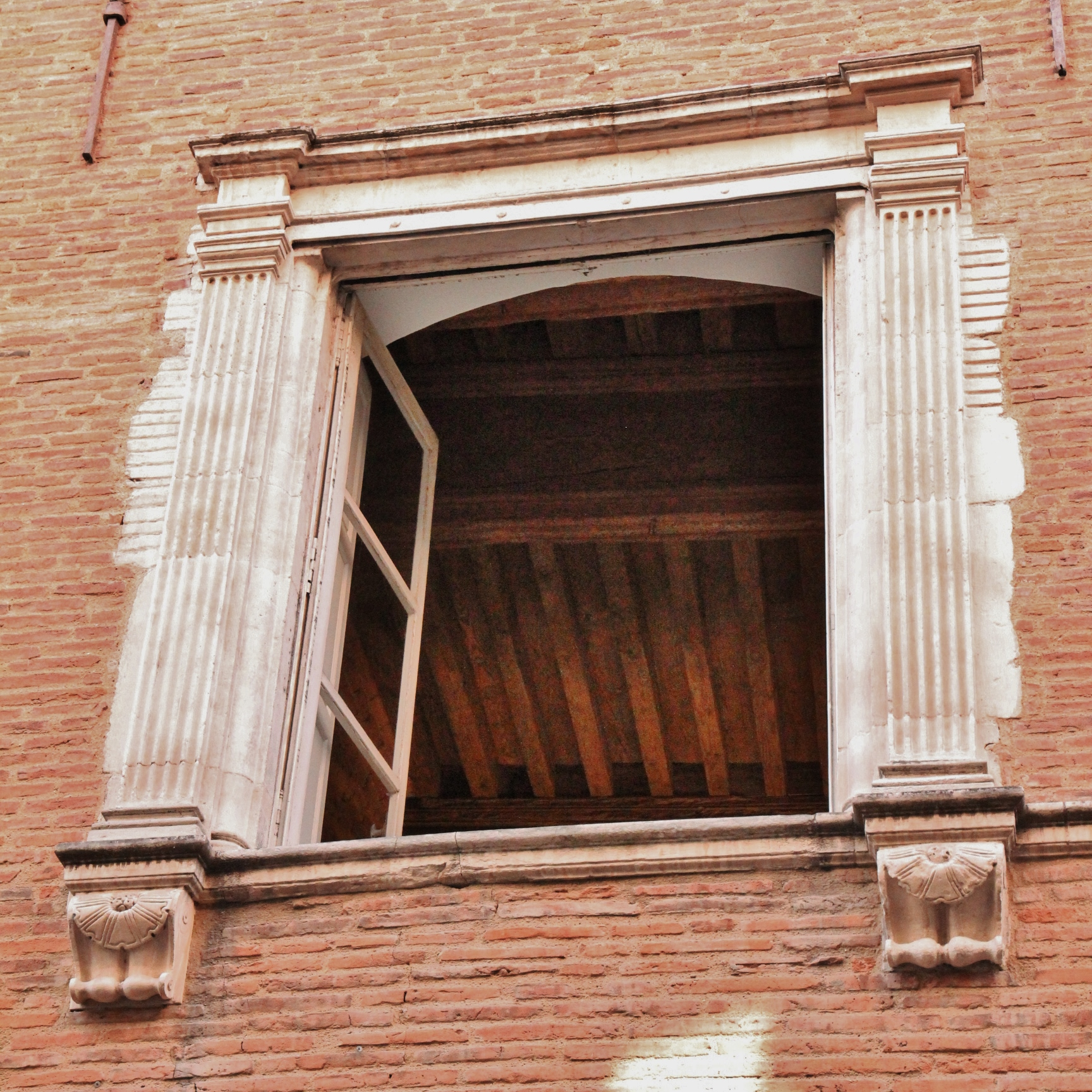
Fenêtre Renaissance sur rue.